# 小行星3545
小行星3545（3545 Gaffey）是一颗绕太阳运转的小行星，为主小行星带小行星。该小行星于1981年11月发现。

## 轨道参数
小行星3545的轨道半长轴为2.8704578 UA，离心率为0.056。